# Animals

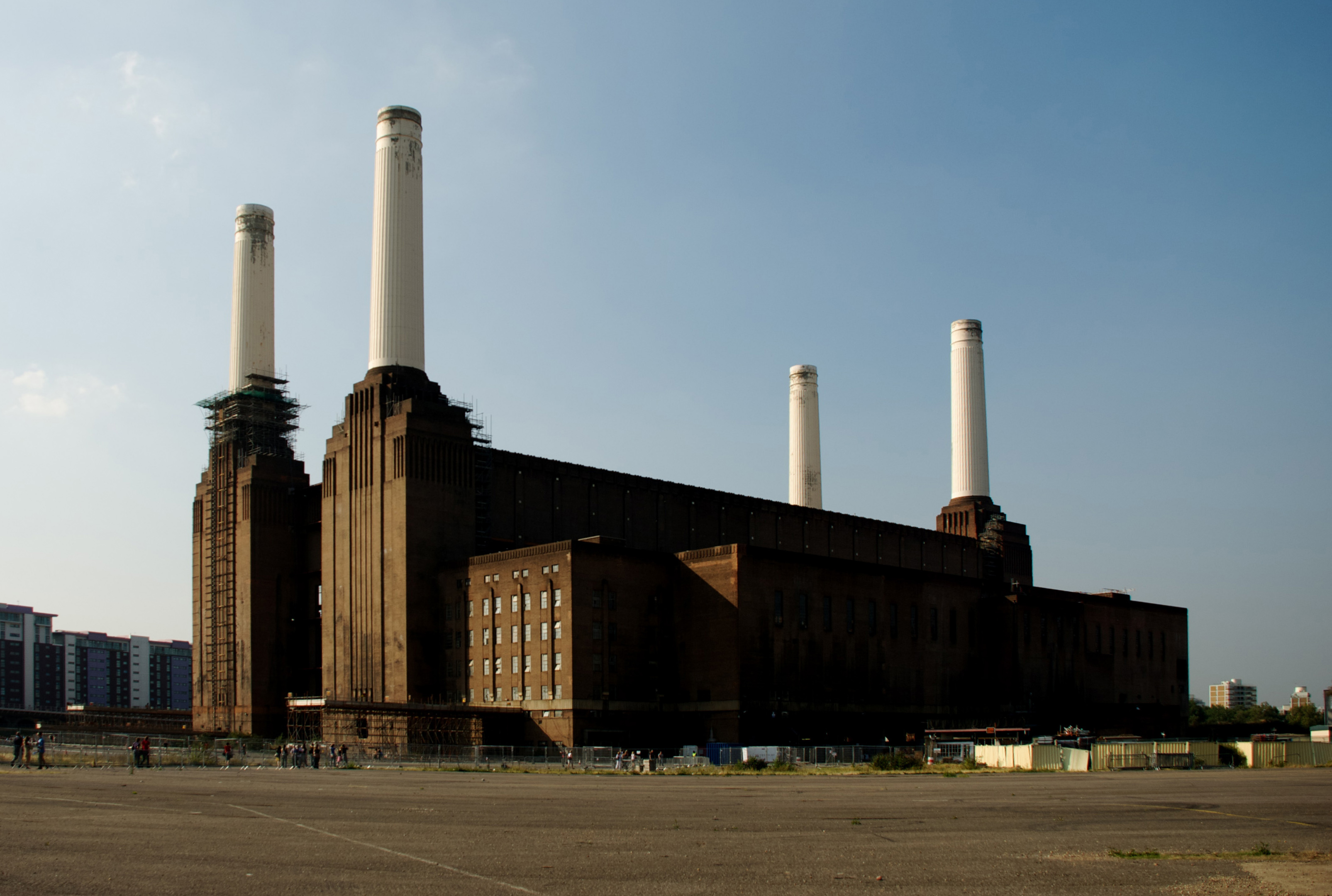
Battersea Power Station Kraftverket som pryder omslaget till Pink Floyds album "Animals".

För rockgruppen verksam på 1960-talet, se The Animals
Animals är ett musikalbum av gruppen Pink Floyd utgivet i januari 1977. Albumet är löst baserat på George Orwells bok Djurfarmen och har ett ganska mörkt och dystert sound, i stark kontrast till gruppens föregående album Wish You Were Here. 
Vid tidpunkten för inspelningen av albumet hade Roger Waters nästan helt tagit kontrollen över Pink Floyd och alla låtar är skrivna av honom själv, förutom "Dogs" som Waters skrev tillsammans med David Gilmour. Albumet är också det första där keyboardisten Richard Wright inte bidragit i låtskrivandet.
Under ett lugnt parti (mellan 6.30 och 7.12) i "Sheep" läses psalm 23 ur psaltaren i Bibeln med en elektronisk röst. Under live-spelningar var det Nick Mason som gjorde den rösten, men på skivan var det en okänd man.
Albumets omslag pryds av en bild på kraftverket Battersea Power Station i London. Mellan två av de höga skorstenarna svävar det en gris. Grisen var en stor heliumfylld ballong, tillverkad av en tysk ballongfirma. Grisen slet sig i en kraftig vindby, och störtade senare invid en gård i grevskapet Kent. Spekulationer förekommer om detta var en olyckshändelse eller ett lyckat PR-jippo. Det riktiga fotot med grisen mellan skorstenarna är inte det som pryder skimomslaget, man använde en annan bild, ett fotomontage, där himlen var mer dramatisk, och grisen inkopierad i bilden.

## Låtlista
Alla låtar skrivna av Roger Waters där inget annat anges.
Sida 1
1. "Pigs on the Wing, Pt. 1" - 1:25
2. "Dogs" (David Gilmour/Roger Waters) - 17:08

Sida 2
1. "Pigs (Three Different Ones)" - 11:28
2. "Sheep" - 10:20
3. "Pigs on the Wing, Pt. 2" - 1:25

## Grisar, hundar och får
Pink Floyd är kända för att mixa in olika ljudeffekter i sina musikstycken, Animals är inget undantag. På olika ställen i musikstyckerna eller i dess intron hör vi grisar, hundar och får. Introt till "Sheep" invaggar lyssnaren i en lyrisk stämning, där man hör fågelkvitter och får som bräker.
Grisarna representerar diktaturen, de envåldigt härskande. Hundarna är de rädda individerna som blint följer grisarnas order. Fåren är den stora massan som låter sig styras av grisar och hundar. Men fåren gör senare uppror.
Här finns alltså politiska kopplingar till diverse olika politiska system runt om i världen, även om man främst tänkt sig kapitalismen och i viss mån fascismen och nazismen.

## Medverkande
- Roger Waters - Bas, sång, gitarr
- David Gilmour - Gitarr, bas och sång
- Richard Wright - Keyboards
- Nick Mason - Trummor och ljudeffekter

## Listplaceringar
| Lista (1977)   | Position            |
| -------------- | ------------------- |
| Danmark        | 3 (DR "Top 20")     |
| Finland        | 9                   |
| Kanada         | 12 (RPM)            |
| Nederländerna  | 1                   |
| Norge          | 2 (VG-lista)        |
| Nya Zeeland    | 1                   |
| Storbritannien | 2 (UK Albums Chart) |
| Sverige        | 3 (Topplistan)      |
| USA            | 3 (Billboard 200)   |
| Västtyskland   | 1                   |
| Österrike      | 2                   |